# Hydriomena permagna
Hydriomena permagna är en fjärilsart som beskrevs av Felix Bryk 1948. Hydriomena permagna ingår i släktet Hydriomena och familjen mätare. Inga underarter finns listade i Catalogue of Life.